# La Fage-Saint-Julien
La Fage-Saint-Julien  (okcitán nyelven La Faja de Sent Julian) község Franciaország déli részén, Lozère megyében. 2011-ben 288 lakosa volt.

## Fekvése
La Fage-Saint-Julien az  Margeride-hegység nyugati előterében fekszik, 1090 méteres  (a községterület 1032-1234 méteres) tengerszint feletti magasságban, Saint-Chély-d’Apchertől 9 km-re nyugatra a Fage patak völgyében. A község területének 20%-át (359 hektár) erdő borítja.
Nyugatról Noalhac, északnyugatról Termes, északról Les Monts-Verts, keletről Saint-Chély-d’Apcher, délről Les Bessons, délnyugatról pedig La Fage-Montivernoux községek határolják. A falut délről kiterjedt fenyves- és bükkerdők övezik, a Truc de l’Homme 1274 m magas csúcsáig.
A községhez tartoznak Aloziers, Le Viala, La Fouillarade és Le Puech del Mont szórványtelepülések.
Saint-Chély-d’Apcher-val (9 km) és Fournels-lel (4,5 km) a D989-es megyei út teremt összeköttetést.

## Története
Nevét a bükk latin nevéből (fagus) származtatják. 1145-ben bencés kolostora a Chaise-Dieu-i apátsághoz tartozott. A falu a történelmi Gévaudan Apcher-i báróságához tartozott. Az elvándorlás következtében az elmúlt két évszázadban lakosságszáma a felére csökkent, de 1982 óta újra növekszik.

### Demográfia
| Év   | Lakosság |
| ---- | -------- |
| 1793 | 479      |
| 1851 | 584      |
| 1876 | 404      |
| 1901 | 438      |
| 1936 | 289      |

| Év   | Lakosság |
| ---- | -------- |
| 1946 | 300      |
| 1954 | 311      |
| 1962 | 272      |
| 1968 | 229      |

| Év   | Lakosság |
| ---- | -------- |
| 1975 | 183      |
| 1982 | 183      |
| 1990 | 203      |
| 1999 | 237      |
| 1999 | 284      |

## Nevezetességei
- Temploma a 12. században épült román stílusban; harangjait 1647-ben és 1737-ben öntötték, harangtornyát 1777-ben átépítették.
- Vialában fennmaradt egy régi földesúri malom.
- Régi szarkofágok a temetőben.
- Régi kőkeresztek (Croix de Chaulhac, Croix avant la Fage)

## Kapcsolódó szócikk
- Lozère megye községei

## Külső hivatkozások
- Nevezetességek (franciául)
- Lozère - Margeride - Aubrac (Numéro special du bulletin Haute-Lozère) 1972, 20-21. pp.